# Silje Solberg-Østhassel
Pour les articles homonymes, voir Solberg.
Silje Margaretha Solberg-Østhassel, née le 16 juin 1990 à Bærum, est une handballeuse internationale norvégienne qui joue au poste de gardienne de but.
Avec l'équipe nationale norvégienne, elle et notamment championne olympique, double championne du monde et quadruple championne d'Europe.
Elle est la sœur jumelle de Sanna Solberg, également handballeuse internationale.

## Carrière

### En club
À l'été 2014, elle quitte Stabæk Håndball pour rejoindre le club danois de Team Tvis Holstebro. 
Après deux saisons à Holstebro, elle s'engage avec Issy Paris Hand pour la saison 2016-2017.
Elle quitte Issy Paris pour rejoindre le club hongrois de Siófok KC à l'été 2018.

### En sélection
Avec l'équipe de Norvège, elle connaît sa première sélection en mai 2011 face à la Russie. Elle devient vice-championne d'Europe en 2012 puis championne d'Europe en 2014 et accessoirement meilleure gardienne de la compétition. En 2015, elle remporte le championnat du monde au Danemark en battant les Pays-Bas en finale.

### Vie privée
En février 2023, elle annonce attendre son premier fois avec son mari, Lars Solberg-Østhassel, et accouche en août 2023 d'une fille prénommée Emma.

## Palmarès

### En club
Compétitions internationales
- Ligue des champions (C1) :
  - Vainqueur (3) en 2024
  - Finaliste en 2022
  - Troisième en 2021, 2023
- Coupe des vainqueurs de coupe (C2) :
  - vainqueur (1) en 2016 (avec Team Tvis Holstebro)
- Coupe de l'EHF (C3) :
  - vainqueur (1)' en 2015 (avec Team Tvis Holstebro) et 2019 (avec Siófok KC)

Compétitions nationales
- Championnat de Hongrie :
  - Champion (2) en 2022, 2023
  - Vice-champion (1) en 2021, 2024
- Coupe de Hongrie :
  - Vainqueur (1) en 2021, 2022/23 et 2023/24
  - Finaliste (3) en 2022, 2023, 2024
- Coupe de Norvège :
  - Finaliste (2) en 2011, 2012
- Coupe de France
  - finaliste (1) en 2017 (avec Issy Paris Hand)

### En sélection
Jeux olympiques
- Médaille de bronze aux Jeux olympiques en 2021 à Tokyo
- Médaille d'or aux Jeux olympiques en 2024 à Paris

Championnats du monde 
- vainqueur du championnat du monde 2015
- finaliste du championnat du monde 2017
- 4e place vainqueur du championnat du monde 2019
- vainqueur du championnat du monde 2021
- finaliste du championnat du monde 2023

Championnats d'Europe
- finaliste du championnat d'Europe 2012
- vainqueur du championnat d'Europe 2014
- vainqueur du championnat d'Europe 2016
- 5e place du championnat d'Europe 2018
- vainqueur du championnat d'Europe 2020
- vainqueur du championnat d'Europe 2022
- vainqueur du championnat d'Europe 2024

autres
- vainqueur du Championnat du monde junior 2010
- vainqueur du championnat d'Europe junior en 2009

### Distinctions individuelles
- meilleure gardienne du championnat d'Europe 2016 (pourcentage d’arrêts)[8]
- élue meilleure gardienne du championnat d'Europe 2014 (équipe-type)[6]
- meilleure gardienne du championnat d'Europe 2014 (pourcentage d’arrêts)[9]

## Galerie

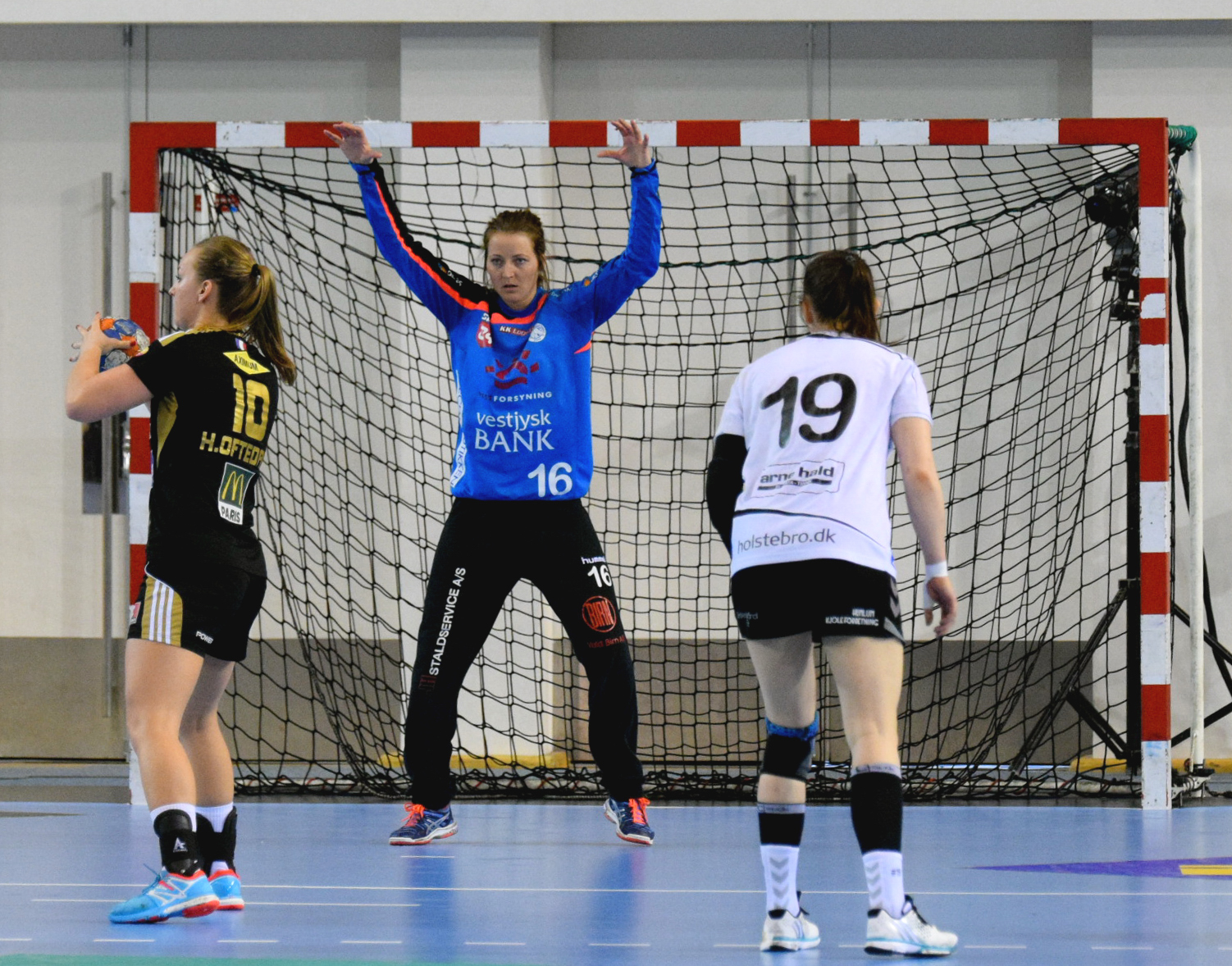
Avec Holstebro en 2016
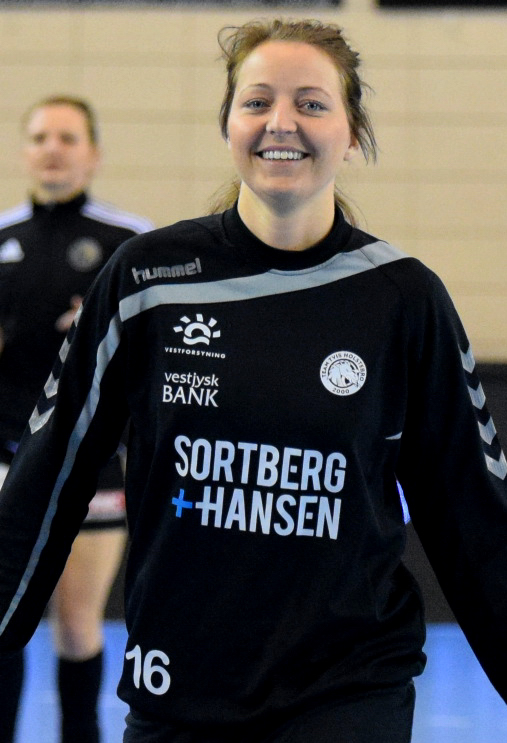
idem
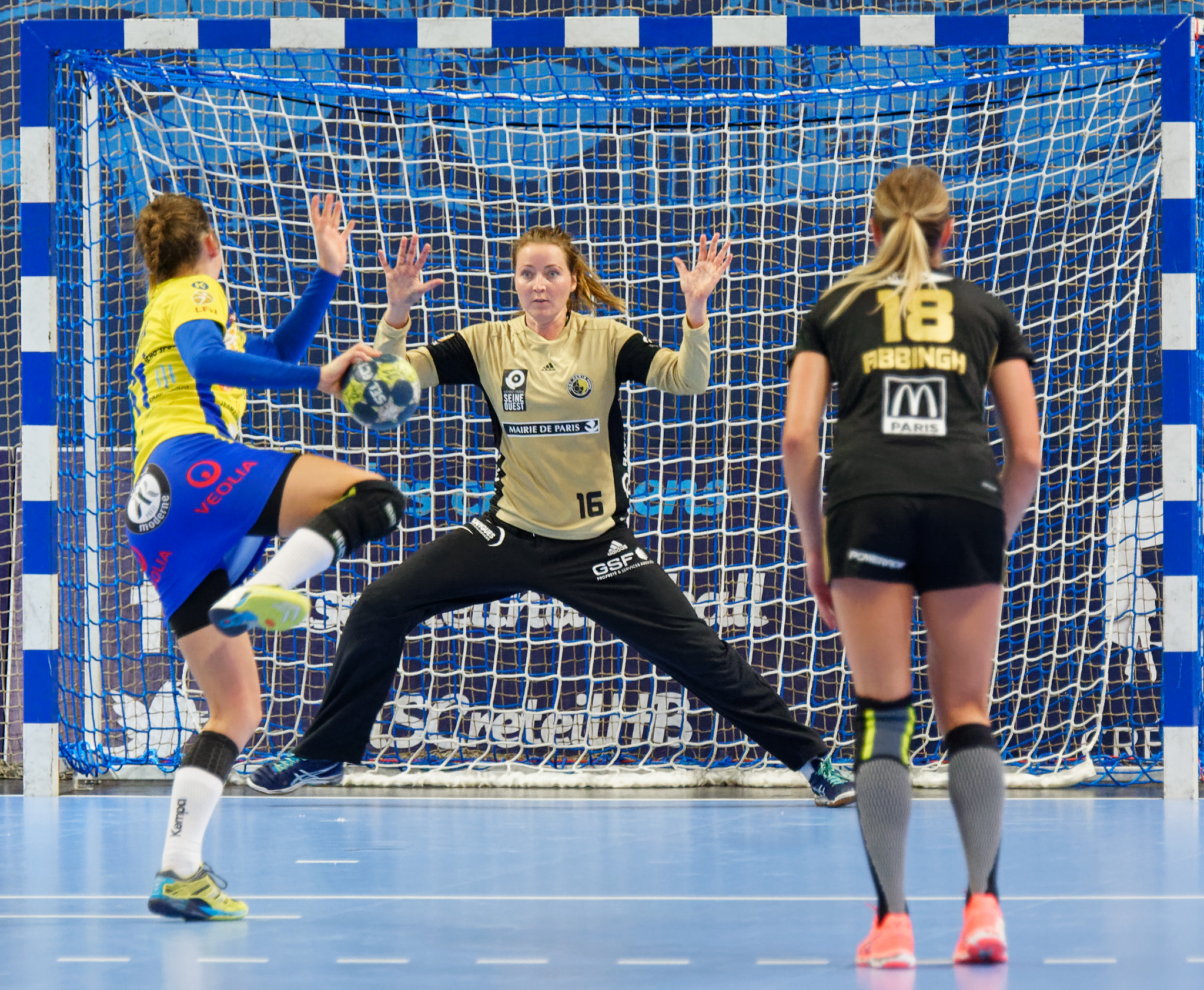
Avec Issy Paris en 2016
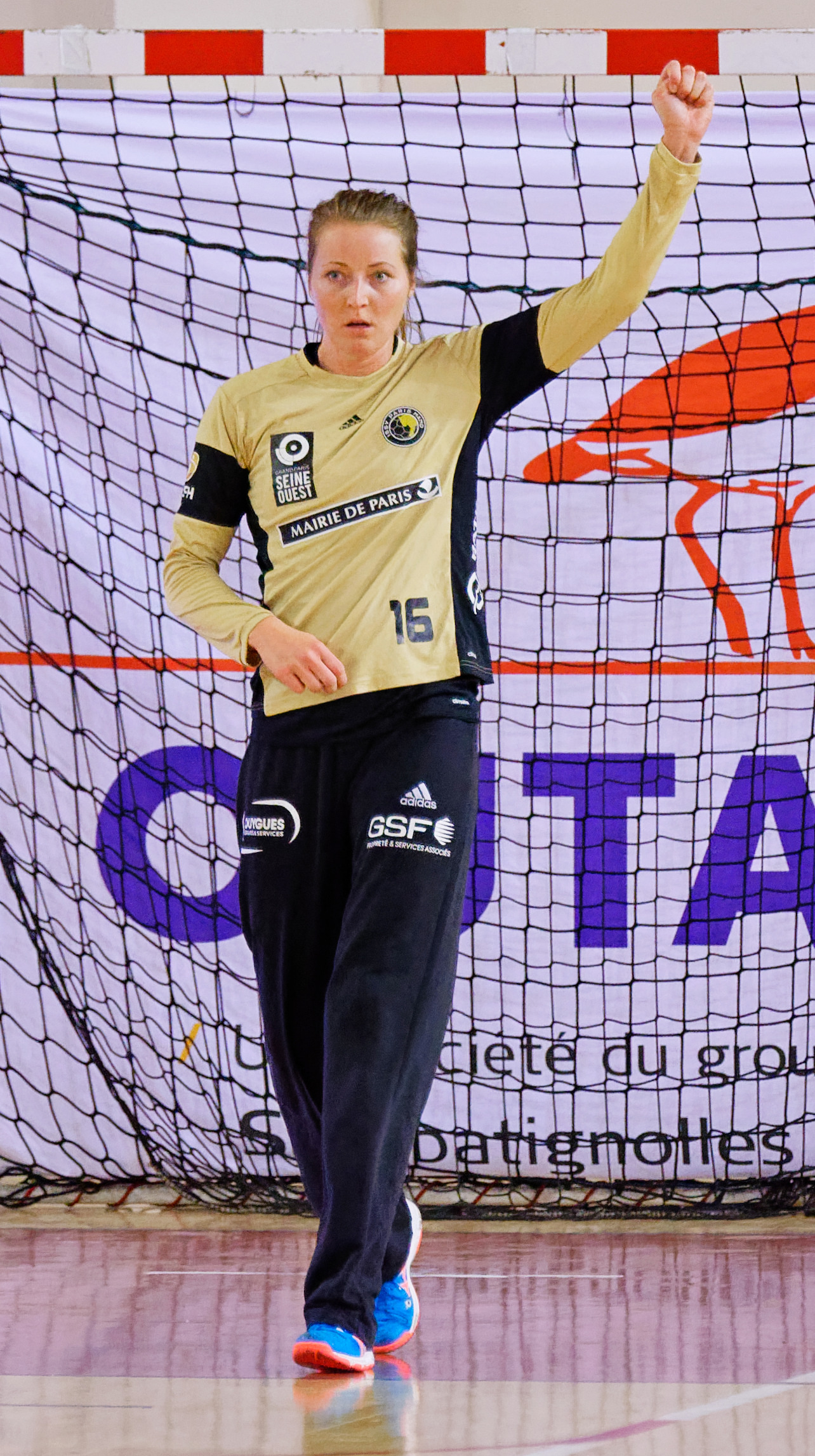
idem
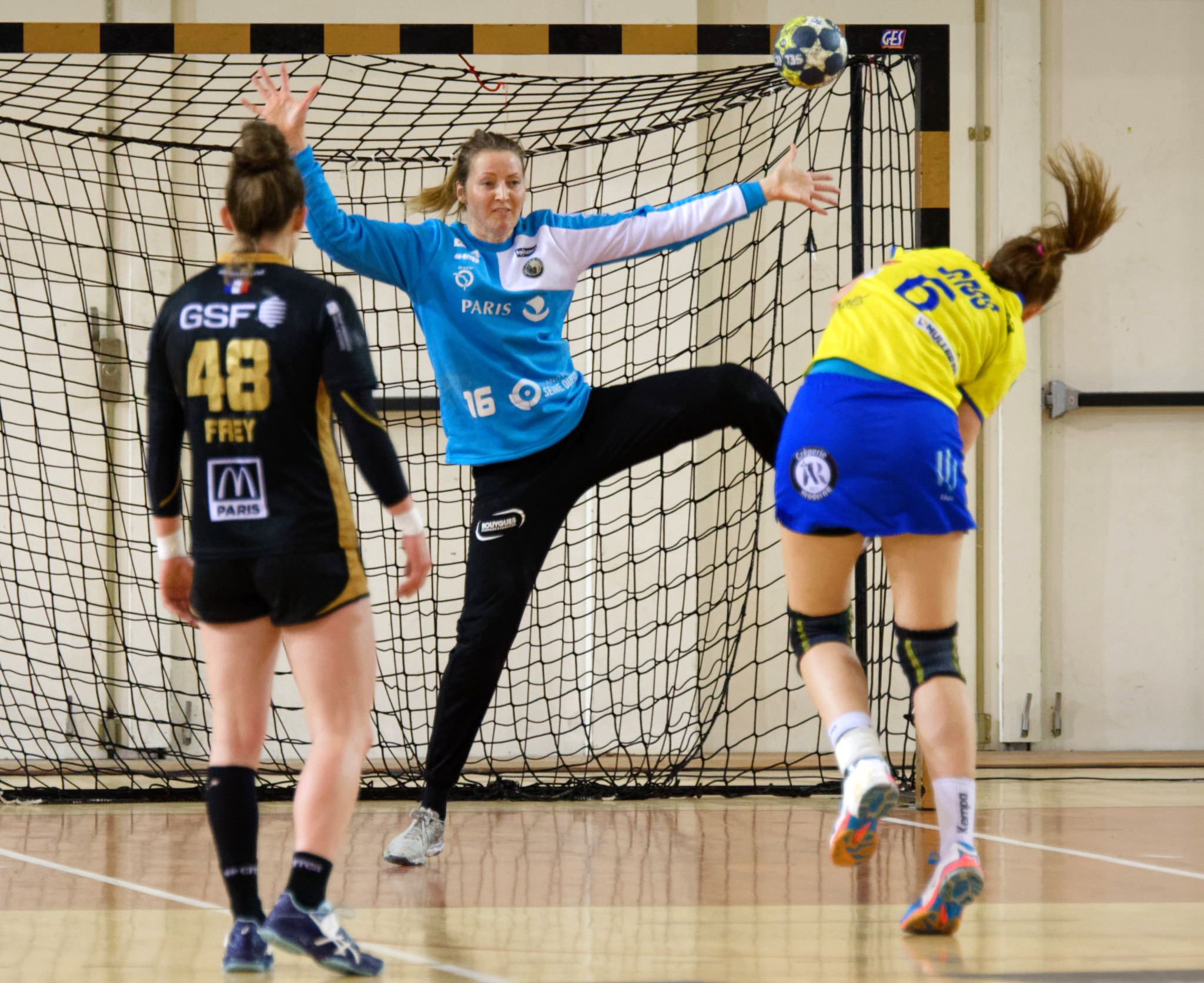
idem en 2018